# 間歇性暴怒症
是一種行為障礙，又稱間歇暴怒症、間歇暴躁症、陣發性暴怒疾患，其特徵為憤怒或是衝動的暴力行為，其憤怒遠超過合理的程度（例如因細故而引發的喊叫、尖叫或言語攻擊）。患者的攻擊行為並非事先計畫的，而是源於對任何患者感知到的挑釁所做出的過度反應。有些患者表示在發作前感受到了情感變化，例如壓力、情緒變化、能量變化等。
該障礙目前被歸類在精神疾病診斷與統計手冊（DSM-5）的「破壞性、衝動控制和行為障礙」類別。病患通常同時患有其他情緒障礙，特別是躁鬱症，因此不容易被診斷。患者每次的發作通常是短暫的（持續不到一個小時），約有三分之一的患者發作時會伴有各種身體症狀（出汗、口吃、胸悶、抽搐、心悸）。攻擊性行為經常帶來一種解脱感，某些情況下還會伴隨著愉悅感，但患者通常會在發作後感到悔恨。

## 病理生理學
衝動行為（尤其是有暴力傾向的行為）被認為與腦脊液（CSF）中低濃度的5-氫氧靛基醋酸所表現的低腦血清素轉換率有關。這種受質似乎作用於下視丘的視交叉上核，下丘腦是中縫背核和中縫核輸出血清素的目標，用來維持晝夜節律和調節血糖。5-氫氧靛基醋酸偏低的趨勢可能是遺傳性的，並可能造成衝動行為。其他與間歇性暴怒症相關的特徵是迷走神經張力降低和胰島素分泌增加。對間歇性暴怒症的建議解釋包括色氨酸羥化酶基因的多態性，它產生血清素前體。具這種基因型的個體更容易有衝動行為。
間歇性暴怒症也可能與前額葉皮層損傷有關，對杏仁核、前額葉這些區域的損害也增加了衝動和攻擊行為的發生率，並且無法預測個人行為的結果。這些區域的病變也與血糖控制不足有關，導致這些區域與計劃和決策相關的大腦功能下降。美國的全國樣本估計有1600萬美國人可能符合間歇性暴怒症的標準。

## 診斷

### DSM-5診斷
目前DSM-5中用來診斷間歇性暴怒症的標準包括：
- 反覆出現無法控制衝動的狀況，包括以下任何一種：
  - 言語攻擊（發脾氣、爭吵）或在一週內發生兩次或以上並且狀況持續至少三個月的具體暴力行為，且不會造成物品被破壞或導致身體受傷（標準A1）
  - 一年內有3次造成傷害或破壞的爆發（標準A2）
- 攻擊的程度與心理社會壓力源的程度明顯不相符（標準B）
- 無預警且沒有目的的爆發（標準C）
- 爆發通常會導致痛苦或功能受損，並導致經濟或法律後果。（標準D）
- 必須年滿6歲才能診斷（標準E）
- 反復的爆發不能用另一種精神疾病來解釋，也不是另一種醫學疾病或物質使用所導致。（標準F）

需要注意的是，DSM-5現在包含兩個單獨成立的標準，用於具有經驗支持的攻擊性爆發類型（A1 和 A2）：
- 標準A1：在三個月内平均每周發生兩次以上的言語和/或不具有破壞性或傷害性的具體攻擊事件。可能包括發脾氣、長篇大論、爭吵、糾紛或不具傷害的攻擊。該標準包括高頻率/低強度爆發。
- 標準A2：12個月內發生3次以上更罕見且更具有嚴重破壞性/攻擊性的事件。可能在不考慮後果的情況下破壞物品、攻擊人或動物。該標準包括低頻率/高強度爆發。

### DSM-IV診斷
過去DSM-IV中用來診斷間歇性暴怒症的標準與目前的標準相似，差別在於言語攻擊不是用來診斷患病的標準。 DSM-IV診斷的特點是不連續發作，且因無法自我克制導致的暴力攻擊或破壞物品的衝動行為。期間表現出的攻擊程度與社會心理壓力源的大小顯著不平衡，並且在排除其他精神障礙（如頭部受傷、阿茲海默症、物質使用疾患等）或藥物的影響後進行診斷。 根據DSM-IV中列出的標準，應透過心理諮商對情感和行為症狀進行診斷。
DSM-IV-TR對間歇性暴怒症的定義非常具體，基本上是通過排除其他條件來定義的。診斷所需條件如下：
1. 發生幾次導致人身或物品嚴重損害的衝動行為
2. 其中攻擊程度與環境心理壓力源的大小顯著不平衡
3. 並且沒有更適合用來解釋此偶發性暴力的精神或身體疾病。

### 鑑別診斷
許多精神疾病及物质使用疾患會造成患者較容易有攻擊性的行為，並且這些疾病經常與間歇性暴怒症共病，使鑑別診斷變得不易。平均而言，間歇性暴怒症患者同時患有抑鬱症或焦慮症的可能性為一般人的四倍，同時患有物質使用疾患的可能性為一般人的三倍。 儘管躁鬱症患者容易出現過激行為，但這些具攻擊性的行為只會在躁狂和/或抑鬱發作時出現，而患有間歇性暴怒症的患者即使在情感正常時也可能出現攻擊行為。

在一項臨床研究中，間歇性暴怒症的患者有60%的機率同時患有躁鬱症，部分患者會在發作前持續出現類似躁狂的症狀。一項研究指出，間歇性暴怒症的平均發病年齡約比躁鬱症的發病年齡早五年，並且兩者之間可能存在相關性。 

酒精和其他物質濫用同樣可能使人出現攻擊行為，但除非這種攻擊行為出現在急性中毒和戒斷期之外，否則不會被診斷患有間歇性暴怒症。對於PTSD等其他慢性疾病則需在另一種疾病發展之前評估其攻擊行為是否符合間歇性暴怒症的標準。反社會人格障礙症的患者對人的攻擊行為通常是刻意為之，而間歇性暴怒症的攻擊行為則是無預警的衝動行為。 

## 治療
透過認知行為療法和精神藥物對患者進行治療，但藥物治療的成效有限。 接受治療能紓解患者與發作時相關的情緒壓力，並幫助患者辨別衝動行為，使患者較能了解並降低自己的爆發程度。間歇性暴怒症經常需要使用多種藥物治療方法，相比於其他療法，認知放鬆和應對技巧療法 (CRCST) 在團體和個人環境中成效較高。 該療法分為12節課，前三節主要訓練患者放鬆，然後是認知重組與暴露療法。後期課程主要訓練患者抵抗攻擊的衝動並加強其他預防措施。 
在藥物治療方面，三環類抗抑鬱藥和選擇性5-羥色胺再攝取抑制劑（SSRI，包括氟西汀、氟伏沙明和舍曲林）似乎可以緩解一些病理心理症狀；  而 氨基丁酸（GABAergic）等情緒穩定劑和抗癲癇藥物，如加巴喷丁、锂、卡马西平和双丙戊酸盐似乎能有效降低爆發的頻率。    而抗焦虑药有助于缓解紧张情绪，并能增加患者對挑衅性刺激的忍受度，帮助减少嚴重爆發的次數，特別适用于同時患有强迫症或其他焦虑症的患者。 然而，有些抗焦虑药（如苯二氮卓类药物）可能會造成部分服用該藥物的人更易怒。 

## 流行病學
根據兩項流行病學的美國樣本研究估計，間歇性暴怒症的终身患病率約為4-6%，具体數字取決於採用的标准。而烏克蘭的一項研究也得出差不多的結果，代表4-6%的終身患病率不僅限於美國樣本。 研究顯示，間歇性暴怒症的一個月和一年點盛行率（某疾病在某一時間點發生的個案數）分別為2.0%和2.7% 。
2005年的一項臨床研究顯示間歇性暴怒症的终身患病率約為6.3%。
在患有間歇性暴怒症的美國受試者中，約67.8%曾對人發起攻擊，20.9%曾對人發起具威胁性的攻擊，11.4%曾攻擊過物體。受試者們在狀態最差的時候，一年平均發生27.8次嚴重的攻擊行為，其中約2-3次發作需要就醫。受試者們一生中因發作所造成財產損失的平均值為1603美元。 
2016年3月《临床精神病学杂志》中的一項研究表示弓形虫感染與間歇性暴怒症等精神疾病的攻击相關。

## 歷史
在美國精神醫學學會的診斷與統計手冊第一版（DSM-I）中，衝動性攻擊障礙被稱為被動攻擊型人格。具這種人格的人通常會對挫折或環境壓力產生過度反應，這些反應可能具攻擊性，可以是言語或肢體上的嚴重攻擊，程度超出正常範圍。
在第三版（DSM-III）中，此種障礙被命名為間歇性暴怒障礙，並被歸類在第一軸違常下。然而，一些研究人员认为该标准操作性不佳。 被以此標準診斷患有間歇性暴怒障礙的人中，約有80%不符合現在的診斷標準。
在第四版（DSM-IV）中重新定義了一些標準，但仍然缺乏關於攻擊行為的強度、頻率、性質等能明確判斷是否為間歇性暴怒症的標準， 為此一些研究人員使用替代標準來進行“綜合研究”（IED-IR）。診斷所需的攻擊行為的嚴重程度和頻率明顯可控，攻擊行為本質上必須是衝動的，並且在發作之前會感受到痛苦，同時它也成為邊緣性人格和反社會人格的診斷標準。這些研究標準成為診斷第五版（DSM-5）的基礎。
在第五版中，該障礙被歸類在“破壞性、衝動控制和行為障礙”類別。根據第四版標準，必須發生肢體上的攻擊才能被診斷為有此障礙，而第五版則針對這個標準進行了一點修改，內容包括口頭攻擊和非破壞性/未造成傷害的肢體攻擊，並且更新了一些標準。此外，攻擊必須是衝動下的行為，並且需要對個體造成嚴重的痛苦、殘疾或不利影響；必須要年滿六歲才能接受診斷。文本中也闡明了該疾病與其他疾病的關係，例如「注意力不足過動症」和「分裂性情緒失調症」。